# Raymond Breton
Raymond Breton (Baune, 3 settembre 1609 – Caen, 8 gennaio 1679) è stato un religioso, missionario e linguista francese.

## Biografia
Padre Breton apparteneva all'ordine domenicano. Arrivò in Guadalupa con la prima ondata di coloni francesi nel 1635. Trascorse circa cinque anni con gli indiani caraibici della Dominica, che gli insegnarono la loro lingua.
Passò attraverso Saint Vincent (Iouloúmain), ma non si stabilì lì perché, disse, "ci sono indiani in quest'isola che hanno ucciso due padri della Compagnia di Gesù".